# InterTV Grande Minas
InterTV Grande Minas é uma emissora de televisão brasileira sediada em Montes Claros, cidade do estado de Minas Gerais. Opera no canal 4 (20 UHF digital) e é afiliada à TV Globo. Pertence a Rede InterTV, e seu sinal chega a 134 cidades do estado.

## História
O município de Montes Claros passou a ter seus primeiros sinais de televisão em 1970, quando os cidadãos puderam acompanhar os jogos da Copa do Mundo FIFA de 1970 através de enlaces de micro-ondas que partiam das emissoras de Belo Horizonte. Desde então, o prefeito da cidade, Toninho Rebello, alimentava o sonho de montar uma emissora local, e para isso, formou uma sociedade com Elias Siufi, então diretor da Rádio Sociedade (hoje Super RBV Montes Claros), além dos empresários Raimundo Tourinho, Geraldo Borges, José Corrêa Machado e João Bosco Martins de Abreu, para uma concorrência pública.
Em 20 de julho de 1976, o presidente Ernesto Geisel assinou o decreto de outorga do canal 4 VHF para a sociedade formada pelos empresários, e após 4 anos de preparativos, foi inaugurada em 14 de setembro de 1980 a TV Montes Claros, tendo como afiliação a Rede Bandeirantes. A emissora dispunha de equipamentos modernos para época, como uma ilha de edição em fitas U-matic, em contraste com as outras emissoras, que ainda trabalhavam com películas.
Em julho de 1986, os sócios minoritários da TV Montes Claros vendem suas cotas ao empresário Emanuel Carneiro, proprietário da Rádio Itatiaia, que passa a dividir o controle da emissora com Elias Siufi. Em 1.º de junho de 1987, a TV Montes Claros deixou a Rede Bandeirantes e tornou-se afiliada à Rede Globo, passando também a repetir parte da programação produzida pela TV Globo Minas em Belo Horizonte. Em 1996, a Rede Globo compra a parte de Emanuel Carneiro e fica com 50% das ações da emissora, que em 7 de agosto do mesmo ano passa a se chamar TV Grande Minas. Nessa época, expandiu seu sinal para as regiões Norte, Central e Noroeste, além dos Vales do Jequitinhonha e do Mucuri, atingindo cerca de 170 municípios, numa área equivalente a 42% do estado de Minas Gerais.
Em 2000, Elias Siufi vende a sua parte das ações, entregando o controle da TV Grande Minas diretamente para a Globo, que além da emissora de Belo Horizonte, também era dona da TV Panorama de Juiz de Fora e controlava metade das ações da Rede Integração, que cobria o Triângulo Mineiro, e da EPTV Sul de Minas, sediada em Varginha. Com exceção da filial da rede na capital, toda a sua participação nessas emissoras foi colocada à venda em março de 2002, quando a Globo precisou cobrir um bilionário rombo financeiro que ocorreu após investimentos malsucedidos na Globo Cabo. Em outubro de 2003, a TV Grande Minas foi vendida para o empresário capixaba Fernando Aboudib Camargo, juntamente com a TV Alto Litoral e a TV Serra+Mar, localizadas no Rio de Janeiro, formando com ambas, em fevereiro de 2004, a Rede InterTV, e passando a se chamar InterTV Grande Minas.

## Sinal digital
| Canal virtual | Canal digital | Resolução de tela | Programação                                           |
| ------------- | ------------- | ----------------- | ----------------------------------------------------- |
| 4.1           | 20 UHF        | 1080i             | Programação principal da InterTV Grande Minas / Globo |

A InterTV Grande Minas inaugurou seu sinal digital em 10 de junho de 2014, através do canal 20 UHF, para Montes Claros e áreas próximas. Foram investidos cerca de R$ 7 milhões na compra de novos equipamentos de transmissão. Em 27 de junho de 2019, a emissora passou a exibir seus programas locais em alta definição.
Transição para o sinal digital
Com base no decreto federal de transição das emissoras de TV brasileiras do sinal analógico para o digital, a InterTV Grande Minas, bem como as outras emissoras de Montes Claros, irá cessar suas transmissões pelo canal 4 VHF em 31 de dezembro de 2023, seguindo o cronograma oficial da ANATEL.

## Programas
Além de retransmitir a programação nacional da TV Globo, a InterTV Grande Minas produz os seguintes programas:
- InterTV Notícia: Telejornal, com Daniel Cristian;
- MG InterTV 1.ª edição: Telejornal, com Pablo Caires;
- MG InterTV 2.ª edição: Telejornal, com Laura Nobre;
- InterTV Rural: Jornalístico sobre agronegócio, com Cácio Xavier.

Retransmitidos da TV Globo Minas
- Bom Dia Minas: Telejornal, com Liliana Junger, Sérgio Marques e Carlos Eduardo Alvim;
- Globo Esporte MG: Jornalístico esportivo, com Maurício Paulucci;
- Terra de Minas: Jornalístico, apresentado em esquema de rodízio;
- Futebol na Globo: Jogos de futebol dos times de Minas Gerais

## Retransmissoras
| Cidade                 | Analógico | Digital | Cidade               | Analógico | Digital | Cidade            | Analógico | Digital |
| ---------------------- | --------- | ------- | -------------------- | --------- | ------- | ----------------- | --------- | ------- |
| Arinos                 | 11        | -       | Augusto de Lima      | 07        | 22      | Belo Oriente      | 11        | 22      |
| Berilo                 | -         | 04 (21) | Berizal              | -         | 07 (21) | Bocaiuva          | 10        | -       |
| Bonfinópolis de Minas  | 12        | 21      | Bonito de Minas      | -         | 10 (40) | Botumirim         | -         | 11 (21) |
| Brasília de Minas      | 05        | 20      | Buenópolis           | -         | 05 (21) | Buritis           | 13        | -       |
| Capitão Enéas          | 11        | 21      | Caraí                | -         | 12 (22) | Catuti            | -         | 20      |
| Chapada do Norte       | -         | 13 (21) | Coração de Jesus     | 11        | 21      | Corinto           | 09        | 21      |
| Coronel Murta          | -         | 10 (21) | Curral de Dentro     | -         | 04 (14) | Curvelo           | 08        | 21      |
| Datas                  | -         | 08 (21) | Engenheiro Navarro   | -         | 09 (21) | Espinosa          | -         | 12 (21) |
| Felixlândia            | -         | 06 (21) | Formoso              | -         | 07 (21) | Francisco Badaró  | -         | 08 (21) |
| Francisco Sá           | -         | 05 (20) | Gouveia              | 22        | 09 (21) | Icaraí de Minas   | -         | 08 (22) |
| Ibiaí                  | -         | 13 (20) | Indaiabira           | -         | 13 (20) | Itacarambi        | 08        | 13 (21) |
| Itamarandiba           | -         | 22      | Janaúba              | 07        | 21      | Januária          | 09        | 21      |
| Japonvar               | -         | 07 (16) | Jenipapo de Minas    | -         | 11 (20) | Jequitaí          | -         | 12 (21) |
| Joaquim Felício        | -         | 06 (21) | Josenópolis          | -         | 10 (22) | Juramento         | -         | 05 (21) |
| Lassance               | -         | 10 (21) | Lontra               | 07        | 22      | Luislândia        | -         | 02 (27) |
| Manga                  | 05        | 21      | Mato Verde           | -         | 08 (22) | Minas Novas       | 08        | 09 (25) |
| Montalvânia            | 09        | -       | Monte Azul           | 12        | 21      | Montezuma         | -         | 13 (32) |
| Morro da Garça         | 36        | 21      | Natalândia           | -         | 11 (21) | Olhos-d'Água      | -         | 10 (20) |
| Ouro Verde de Minas    | -         | 07 (22) | Pirapora             | 22        | 21      | Ponto Chique      | -         | 09 (21) |
| Porteirinha            | 10        | 20      | Presidente Juscelino | -         | 06 (21) | Riachinho         | -         | 09 (14) |
| Rio Pardo de Minas     | 08        | 21      | Rubelita             | -         | 07 (21) | Salinas           | 04        | 21      |
| Santa Maria de Itabira | -         | 09 (22) | São Francisco        | 04        | 21*     | São João da Ponte | -         | 04 (21) |
| São João do Paraíso    | 09        | 21      | Taiobeiras           | 11        | 21      | Turmalina         | -         | 06 (21) |
| Unaí                   | 11        | 21      | Urucuia              | -         | 13 (14) | Várzea da Palma   | 09        | 20      |
| Varzelândia            | -         | 13 (21) | Virgem da Lapa       | -         | 09 (21) | Veredinha         | -         | 07 (28) |

* - Em implantação